# Bad Wünnenberg

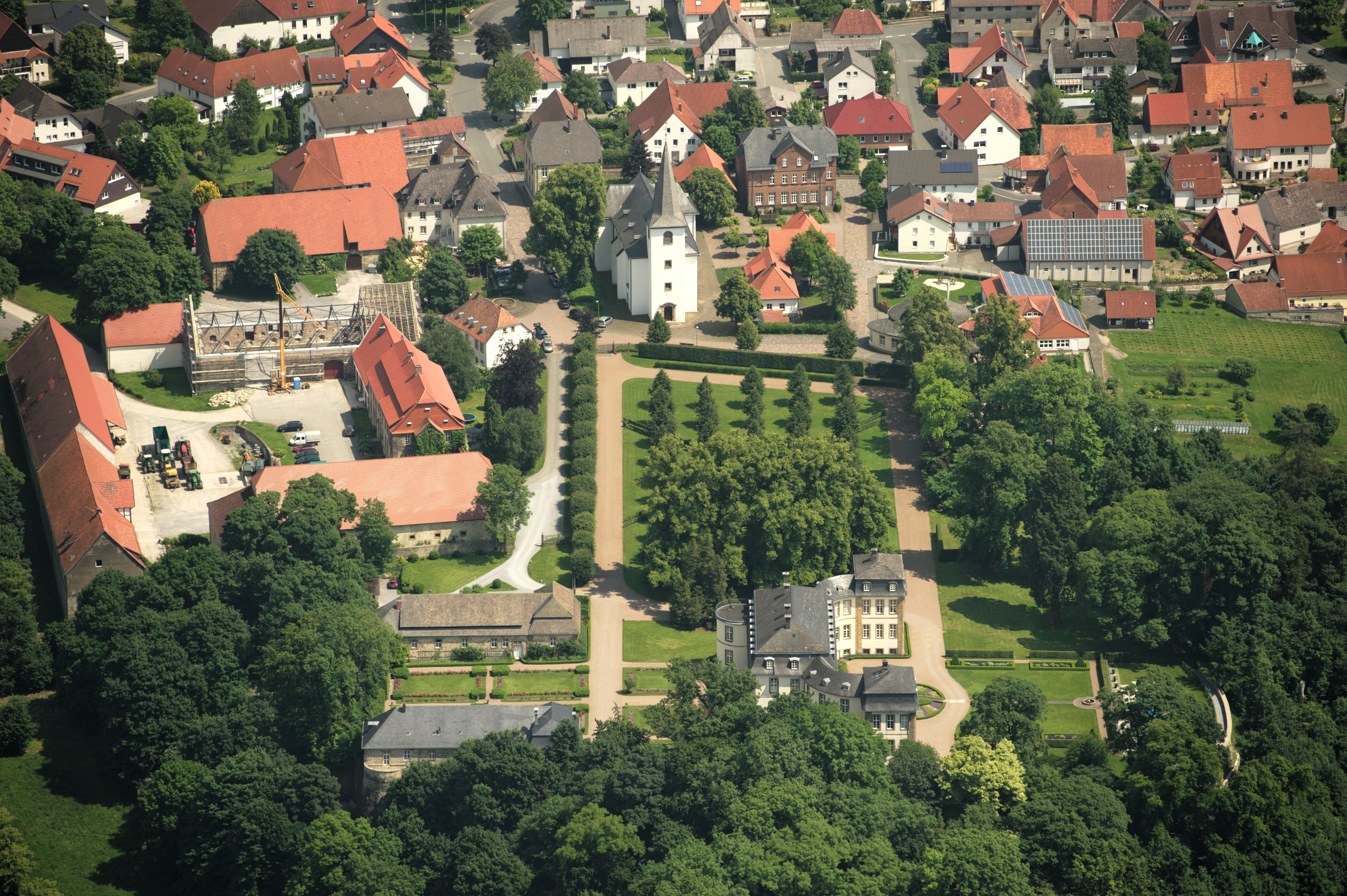
Bad Wünnenberg

Bad Wünnenberg – miasto uzdrowiskowe w Niemczech, położone w kraju związkowym Nadrenia Północna-Westfalia, w rejencji Detmold, w powiecie Paderborn. W 2010 roku liczyło 12 256 mieszkańców.

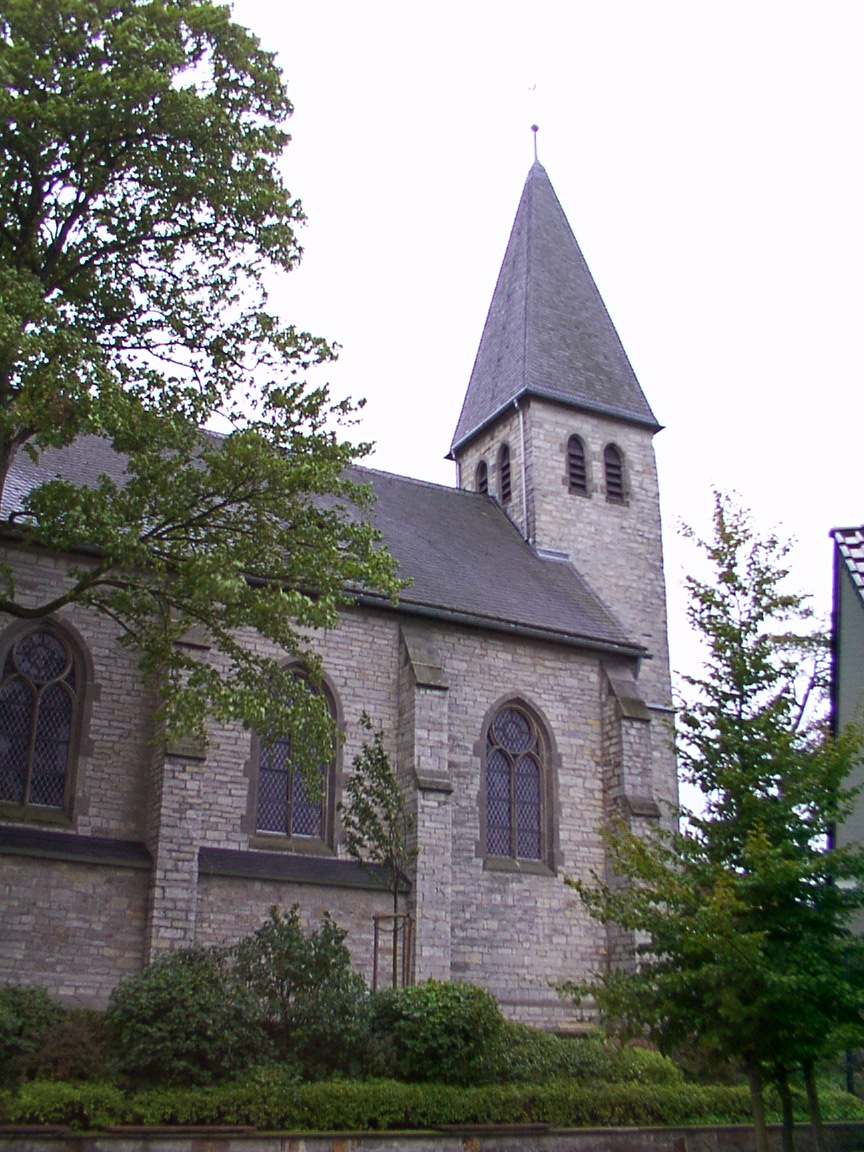
Kościół św. Apolonii (St. Apollonia) w Bad Wünnenberg